# La flaqueza del bolchevique (obra de teatre)
|  | Aquest article tracta sobre l'obra teatral. Vegeu-ne altres significats a «La flaqueza del bolchevique». |

La flaqueza del bolchevique és una obra teatral espanyola del 2015 adaptada i codirigida per David Álvarez. És protagonitzada per Adolfo Fernández i Susana Abaitua. La companyia K Producciones, en la que Adolfo Fernández és responsable, s'encarregà d'adaptar l'obra, la qual no s'allunya gaire de l'argument de la novel·la inicial. L'obra està basada en el llibre La flaqueza del bolchevique de Lorenzo Silva publicat l'any 1997, finalista del Premi Nadal. L'any 2003 Manuel Martín Cuenca dirigí La flaqueza del bolchevique, una pel·lícula espanyola adaptació de la novel·la.

## Estrena
L'estrena s'inicià, coincidint amb la 29a Fira de Teatre d'Osca, el 3 de novembre de 2015 a Madrid en el off del Teatro Lara, on es van representar sis funcions fins al 8 de Desembre del mateix any.